# Оуквуд (Іллінойс)
Оуквуд (англ. Oakwood) — селище (англ. village) в США, в окрузі Вермільйон штату Іллінойс. Населення — 1325 осіб (2020).

## Географія
Оуквуд розташований за координатами 40°6′36″ пн. ш. 87°46′37″ зх. д. / 40.11000° пн. ш. 87.77694° зх. д. (40.110126, -87.776925).  За даними Бюро перепису населення США в 2010 році селище мало площу 2,40 км², уся площа — суходіл.

## Демографія
Згідно з переписом 2010 року, у селищі мешкало 1595 осіб у 658 домогосподарствах у складі 437 родин. Густота населення становила 663 особи/км².  Було 675 помешкань (281/км²).
Расовий склад населення:
| - 97,7 % — білих - 0,4 % — чорних або афроамериканців - 0,1 % — вихідців з тихоокеанських островів - 0,1 % — корінних американців - 0,1 % — азіатів |

До двох чи більше рас належало 1,4 %. Частка іспаномовних становила 1,9 % від усіх жителів.
За віковим діапазоном населення розподілялося таким чином: 26,8 % — особи молодші 18 років, 56,5 % — особи у віці 18—64 років, 16,7 % — особи у віці 65 років та старші. Медіана віку мешканця становила 38,2 року. На 100 осіб жіночої статі у селищі припадало 87,9 чоловіків;  на 100 жінок у віці від 18 років та старших — 82,6 чоловіків також старших 18 років.
Середній дохід на одне домашнє господарство  становив 55 994 долари США (медіана — 50 048), а середній дохід на одну сім'ю — 65 040 доларів (медіана — 56 635). Медіана доходів становила 43 264 долари для чоловіків та 32 339 доларів для жінок. За межею бідності перебувало 11,7 % осіб, у тому числі 18,1 % дітей у віці до 18 років та 7,3 % осіб у віці 65 років та старших.
Цивільне працевлаштоване населення становило 718 осіб. Основні галузі зайнятості: освіта, охорона здоров'я та соціальна допомога — 23,8 %, виробництво — 16,6 %, транспорт — 11,6 %, будівництво — 8,4 %.